# Mashi l'Khatri
 (septembre 2024).
Si vous disposez d'ouvrages ou d'articles de référence ou si vous connaissez des sites web de qualité traitant du thème abordé ici, merci de compléter l'article en donnant les références utiles à sa vérifiabilité et en les liant à la section « Notes et références ».
Mashi l'Khatri (arabe : ماشي لخاطري) est une série télévisée marocaine diffusée depuis 2011, durant la période du ramadan, sur la chaîne de télévision Al Aoula.

## Distribution
| Rôle           | Acteur |
| Fahd Benchamsi | Jaâfar |
| Fatym Layachi  | Zena   |
| Maroua Khalil  | Racha  |
| Kandid Berada  | Julie  |
| Omar Lotfi     | Hatim  |
| Nadia Niazi    | Halima |